# Magín Díaz
Luis Magín Díaz García (Gamero, 30 de dezembro de 1922-Las Vegas, 28 de novembro de 2017) foi um cantor e compositor colombiano de música popular. Lhe são atribuídas grandes canções da música caribenha, e desde o anonimato influenciou a indústria musical e o acervo popular de música afro-colombiana.

## Biografia
Magín era filho de Domingo Díaz e Felipa García. Seu pai era lavrador e cantor e dançarino de Son de Negro; sua mãe foi uma conhecida cantora de bullerengue entre o final do século XIX e começo do século XX. Ele nasceu na miséria e foi camponês, semeador e trabalhou, durante sua infância, no Engenho Gran Central Colombia em Sincerín, Bolívar. Devido à imigração cubana na indústria açucareira, no engenho aprendeu toadas e sons que influenciaram sua criatividade durante anos. Não teve oportunidades de educação formal e não aprendeu a ler nem a escrever. Desde muito jovem manifestou seu talento para a música. Ensinado por seu pai, com nove anos, cantava, compunha, e tocava os instrumentos próprios do bullerengue e da cumbia.
Passou sua vida no anonimato, pois uma grande quantidade de cânticos, versos e toques de tambor se conservaram como tradição oral no meio da invisibilidade perantes os olhos culturais da nação, desde o século XIX até 1991 promoveu a música do interior como identidade nacional dentro de uma agenda política centrista.
Lhe é atribuída a versão em chalupa de “Rosa (qué linda eres)”, canção de 1927 de autoria do Sexteto Habanero, popularizada posteriormente por Carlos Vives, Irene Martínez y Joe Arroyo. Entrou na indústria discográfica dos anos 1980 como membro de Los Soneros de Gamero y los Wadingos. Contudo, essas gravações não superaram a marginalidade política e social da Colômbia. O reconhecimento chegou depois dos seus noventa anos de idade. Sua primeira gravação em idade avançada foi Magín y Santiago, publicada por Páginas de Cultura em 2012. Posteriormente veio Magín Díaz y el Sexteto Gamerano em 2015 e El Orisha de la Rosa em 2017. Esse último resultou da colaboração de numerosos artistas musicais, visuais, audiovisuais, produtores e admiradores que apoiaram sua produção e inclui colaborações com Carlos Vives, Totó la Momposina, Petrona Martínez, Celso Piña, Monsieur Periné, Bomba Estéreo e vários outros mais. Foi também o resultado de quatro anos de investigação e produção musical e somou talentou de uma centena de músicos, engenheiros e artistas provenientes de quatro continentes, treze países e mais de quarenta e cinco localidades. O disco foi dirigido por Noname e produzido por Manuel García-Orozco e Christian Castagno. O reconhecimento chegou tarde e aos noventa e cinco anos ganhou o Premio Nacional Vida y Obra del Ministério de Cultura, o qual é o maior reconhecimento do governo colombiano a um artista por suas contribuições ao enriquecimento da cultura colombiana. Em 16 de novembro de 2017 chegaria, junto a seu filho Domingo Díaz, a Las Vegas, Nevada, para assistir a cerimônia da décima oitava entrega dos Grammy Latinos, pelas duas nomeações que seu último disco havia recebido a Melhor Álbum de Música Folclórica e Melhor Projeto Gráfico de um Álbum e a homenagem que a Academia Latina de Gravação tinha lhe preparado, ao ser o concorrente de maior experiência na história da entidade. Nesse mesmo dia engressaria no centro médico Desert Spring Hospital Medical Center por um mal-estar geral, onde seria tratado arritmia cardíaca. Estando hospitalizado, se alçaria com o primeiro Grammy Latino por Melhor Projeto Gráfico de um Álbum. O Maestro Magín continuaria hospitalizado até 28 de novembro de 2017, quando, por seu último disco, seria nomeado ao prêmio de Melhor Projeto Gráfico de um Disco. Depois de apresentar uma melhora em seu quadro de saúde, nesse mesmo dia, segurando a mão de seu filho e acompanhado por um par de amigos, uma crise respiratória retirou-lhe a vida no Desert Spring Hospital Medical Center em Las Vegas.